# Damon Hill

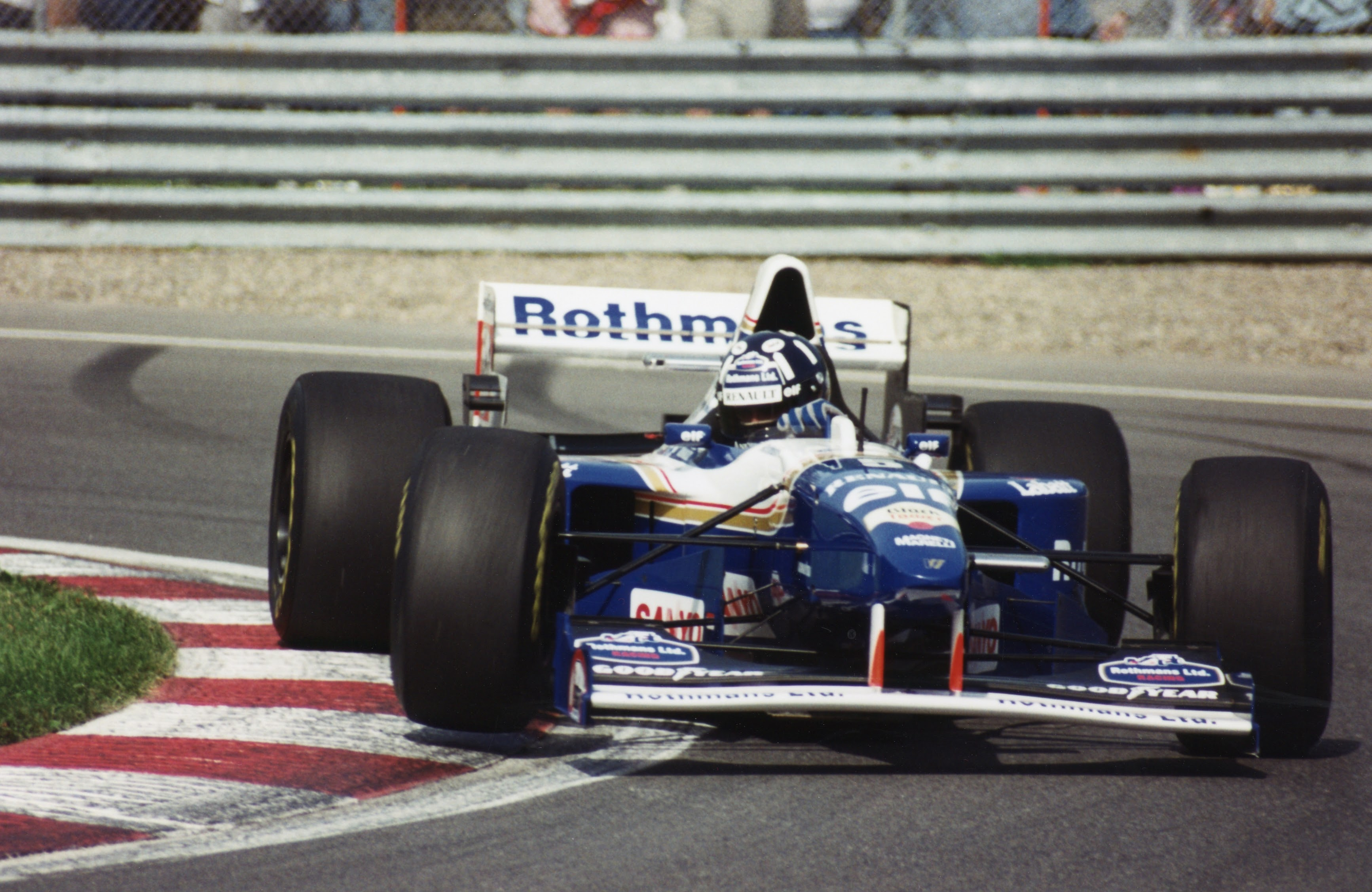
Damon Hill tijdens de Grote Prijs van Canada, 1995

Damon Graham Devereux Hill (Hampstead (Londen), 17 september 1960) is een Britse voormalige autocoureur. Hij is de zoon van tweevoudig Formule 1-wereldkampioen Graham Hill en het petekind van Jo Bonnier.  Hill werd zelf wereldkampioen Formule 1 in 1996 en was daarmee lange tijd de enige zoon van een wereldkampioen Formule 1, die zelf ook wereldkampioen werd. Nico Rosberg, zoon van Keke Rosberg herhaalde dit in 2016.

## Carrière
Damon Hill startte op relatief late leeftijd in de autosport. Na eerst met motoren te hebben geracet, stapte hij op 23-jarige leeftijd over naar de raceauto. Na de Formule Ford nam hij vanaf 1986 deel in het Britse Formule 3-kampioenschap. In 1987 maakte hij de overstap naar Formule 3000, waarin hij tot en met het seizoen 1991 actief bleef.
In 1992 begon Hill zijn Formule 1-loopbaan als Grand Prix coureur bij het zieltogende Brabham-team. Teambaas Frank Williams was echter overtuigd van zijn talent en contracteerde hem als tweede rijder voor het seizoen 1993 naast Alain Prost, die na een sabbatjaar terugkeerde naar de Formule 1. Hill was voordien testrijder geweest voor Williams; in 1991 samen met zijn landgenoot Mark Blundell en in 1992 was hij de enige Williams-testrijder. In het seizoen 1993 won Hill drie Grote Prijzen op rij, waarvan zijn eerste in Hongarije, de tweede was de Grand Prix van België en de derde de Grand Prix van Italië. Vier keer behaalde hij een tweede, drie keer een derde en eenmaal een vierde plaats. Hij eindigde als derde in het kampioenschap van 1993 achter teamgenoot Alain Prost, die voor de vierde keer het kampioenschap won en Mclaren coureur Ayrton Senna, die tweede werd.
Door het overlijden van teamgenoot Ayrton Senna tijdens de Grand Prix van San Marino in 1994 werd Hill opeens eerste man in het team. David Coulthard verving de Braziliaan, maar tijdens de Grand Prix van Frankrijk én bij de laatste drie races van het seizoen was Nigel Mansell zijn teamgenoot. Hill was dat jaar de belangrijkste rivaal van Michael Schumacher. Na een omstreden crash tussen beiden in de laatste race van dat jaar, verloor Hill de wereldtitel aan de Duitser. Ook in 1995 eindigde hij op de tweede plaats in het wereldkampioenschap achter de Duitser.
In 1996 werd Hill met acht overwinningen wereldkampioen, al duurde het tot de laatste race voor hij had afgerekend met debutant en teamgenoot Jacques Villeneuve. Deze titel kwam er grotendeels doordat Jacques Villeneuve zich in bepaalde races moest inhouden zodat Hill kon winnen. Ondanks het succes werd hij door Williams aan de kant gezet. Als wereldkampioen kreeg hij het aanbod van zowel Ferrari als McLaren om een contract te tekenen. Maar Hill vond de contracten die werden aangeboden door beide teams financieel niet aantrekkelijk.
Toen volgde de overstap naar Arrows, het Engelse team dat toentertijd in z'n twintig jaar dat het deelnam aan het Formule 1 kampioenschap nog nooit een overwinning had behaald. Vier keer een tweede plaats in 1978, 1980, 1981 en 1985 en vier keer een derde plaats in 1981, 1988, 1989 en 1995 waren de beste resultaten geweest. Het werd een uiterst moeizaam jaar bij het team van Arrows in 1997, waarin hij bijna de Grote Prijs van Hongarije won, maar uiteindelijk tweede werd, nadat hij omwille van motorproblemen tijdens de laatste ronden van de race nog werd ingehaald door zijn oud-teamgenoot en Williams-coureur Jacques Villeneuve. Het was de enige podiumplek die hij kon behalen in 1997 met Arrows.
Hill maakte eind 1997 dan de overstap naar het Ierse team Jordan, waar hij voor het seizoen 1998 en 1999 onder contract stond. In een chaotische regenrace op Spa-Francorchamps scoorde hij Jordans eerste raceoverwinning. Het zou tevens Hills laatste zijn. 1999 werd zijn laatste seizoen als F1-piloot.
Sinds april 2006 is Damon Hill voorzitter van de British Racing Drivers' Club afgekort BRDC. Hij volgde de oud-Formule 1 coureur en teambaas Jackie Stewart op, die van 2000 tot april 2006 voorzitter was.
Tegenwoordig (2015) is Hill samen met Johnny Herbert analist bij Sky Sports.

## Teams en auto's
- 1991: Williams-Renault FW14 (testrijder)
- 1992: Williams-Renault FW14B (testrijder)
- 1992: Brabham-Judd BT60B (8 Grand Prix)
- 1993: Williams-Renault FW15C
- 1994: Williams-Renault FW16 & FW16B
- 1995: Williams-Renault FW17 & FW17B
- 1996: Williams-Renault FW18
- 1997: Arrows-Yamaha A18
- 1998: Jordan-Mugen Honda 198
- 1999: Jordan-Mugen Honda 199

## Teamgenoten
- 1992: Eric van de Poele
- 1993: Alain Prost
- 1994: Ayrton Senna, David Coulthard, Nigel Mansell
- 1995: David Coulthard
- 1996: Jacques Villeneuve
- 1997: Pedro Diniz
- 1998: Ralf Schumacher
- 1999: Heinz-Harald Frentzen

## Formule 1 resultaten
| Seizoen | Team              | Chassis    | Races | Over- winningen | Pole Positions | Podiums | Punten | Rang |
| ------- | ----------------- | ---------- | ----- | --------------- | -------------- | ------- | ------ | ---- |
| 1992    | Brabham           | BT60B      | 2     | 0               | 0              | 0       | 0      | -    |
| 1993    | Williams F1       | FW15C      | 16    | 3               | 2              | 10      | 69     | 3    |
| 1994    | Williams F1       | FW16       | 16    | 6               | 2              | 11      | 91     | 2    |
| 1995    | Williams F1       | FW17       | 17    | 4               | 7              | 9       | 69     | 2    |
| 1996    | Williams F1       | FW18       | 16    | 8               | 9              | 10      | 97     | 1    |
| 1997    | Arrows            | A18        | 17    | 0               | 0              | 1       | 7      | 12   |
| 1998    | Jordan Grand Prix | Jordan 198 | 16    | 1               | 0              | 1       | 20     | 6    |
| 1999    | Jordan Grand prix | Jordan 199 | 16    | 0               | 0              | 0       | 7      | 12   |

### Overwinningen
| Nr. | Grand Prix                      | Jaar | Team        |
| --- | ------------------------------- | ---- | ----------- |
| 1   | Grand Prix van Hongarije        | 1993 | Williams F1 |
| 2   | Grand Prix van België           | 1993 | Williams F1 |
| 3   | Grand Prix van Italië           | 1993 | Williams F1 |
| 4   | Grand Prix van Spanje           | 1994 | Williams F1 |
| 5   | Grand Prix van Groot-Brittannië | 1994 | Williams F1 |
| 6   | Grand Prix van België           | 1994 | Williams F1 |
| 7   | Grand Prix van Italië           | 1994 | Williams F1 |
| 8   | Grand Prix van Portugal         | 1994 | Williams F1 |
| 9   | Grand Prix van Japan            | 1994 | Williams F1 |
| 10  | Grand Prix van Argentinië       | 1995 | Williams F1 |
| 11  | Grand Prix van San Marino       | 1995 | Williams F1 |
| 12  | Grand Prix van Hongarije        | 1995 | Williams F1 |
| 13  | Grand Prix van Australië        | 1995 | Williams F1 |
| 14  | Grand Prix van Australië        | 1996 | Williams F1 |
| 15  | Grand Prix van Brazilië         | 1996 | Williams F1 |
| 16  | Grand Prix van Argentinië       | 1996 | Williams F1 |
| 17  | Grand Prix van San Marino       | 1996 | Williams F1 |
| 18  | Grand Prix van Canada           | 1996 | Williams F1 |
| 19  | Grand Prix van Frankrijk        | 1996 | Williams F1 |
| 20  | Grand Prix van Duitsland        | 1996 | Williams F1 |
| 21  | Grand Prix van Japan            | 1996 | Williams F1 |
| 22  | Grand Prix van België           | 1998 | Jordan      |

F1 Statistieken:
- Aantal snelste wedstrijdrondes: 19
- Eerste Grand Prix: Grand Prix van Groot-Brittannië, 1992
- Eerste Grand Prix overwinning: Grand Prix van Hongarije, 1993
- Laatste Grand Prix overwinning: Grand Prix van België, 1998
- Laatste Grand Prix: Grand Prix van Japan, 1999

## Trivia
- Damon Hill had een kleine muziekcarrière, en speelde onder andere gitaar op een opname van de rockband Def Leppard.[1]

- 1950 G. Farina
- 1951 J. M. Fangio
- 1952 A. Ascari
- 1953 A. Ascari
- 1954 J. M. Fangio
- 1955 J. M. Fangio
- 1956 J. M. Fangio
- 1957 J. M. Fangio
- 1958 M. Hawthorn
- 1959 J. Brabham
- 1960 J. Brabham
- 1961 P. Hill
- 1962 G. Hill
- 1963 J. Clark
- 1964 J. Surtees
- 1965 J. Clark
- 1966 J. Brabham
- 1967 D. Hulme
- 1968 G. Hill
- 1969 J. Stewart
- 1970 J. Rindt
- 1971 J. Stewart
- 1972 E. Fittipaldi
- 1973 J. Stewart
- 1974 E. Fittipaldi
- 1975 N. Lauda
- 1976 J. Hunt
- 1977 N. Lauda
- 1978 M. Andretti
- 1979 J. Scheckter
- 1980 A. Jones
- 1981 N. Piquet
- 1982 K. Rosberg
- 1983 N. Piquet
- 1984 N. Lauda
- 1985 A. Prost
- 1986 A. Prost
- 1987 N. Piquet
- 1988 A. Senna
- 1989 A. Prost
- 1990 A. Senna
- 1991 A. Senna
- 1992 N. Mansell
- 1993 A. Prost
- 1994 M. Schumacher
- 1995 M. Schumacher
- 1996 D. Hill
- 1997 J. Villeneuve
- 1998 M. Häkkinen
- 1999 M. Häkkinen
- 2000 M. Schumacher
- 2001 M. Schumacher
- 2002 M. Schumacher
- 2003 M. Schumacher
- 2004 M. Schumacher
- 2005 F. Alonso
- 2006 F. Alonso
- 2007 K. Räikkönen
- 2008 L. Hamilton
- 2009 J. Button
- 2010 S. Vettel
- 2011 S. Vettel
- 2012 S. Vettel
- 2013 S. Vettel
- 2014 L. Hamilton
- 2015 L. Hamilton
- 2016 N. Rosberg
- 2017 L. Hamilton
- 2018 L. Hamilton
- 2019 L. Hamilton
- 2020 L. Hamilton
- 2021 M. Verstappen
- 2022 M. Verstappen
- 2023 M. Verstappen
- 2024 M. Verstappen